# 石佛店镇
石佛店镇，是中华人民共和国河南省信阳市固始县下辖的一个乡镇级行政单位。

## 行政区划
石佛店镇下辖以下地区：
街道社区、余庆村、松山村、中闸村、胜湖村、夏营村、龙潭村、莲花村、漂桥村、清河村、邓庙村、胡洼村、瓦坊村和柳沟村。